# Ragimpert
Ragimpert o Ragimbert (o Rangipert o Regimbert, 662-701) va ser duc de Torí i rei dels llombards i rei d'Itàlia l'any 701.
Duc de Torí, era fill de Godepert, i net d'Aripert I: un exponent, per tant, de la dinastia bavaresa. A la mort de Cunipert, el 700, el tron va passar al seu fill Liutpert, però Ragimpert es va rebel·lar i va reclamar per a si el títol de rei. La revolta va acabar amb una batalla lliurada a Novara al començament del 701, que el va portar a guanyar al tutor de Liutpert, Ansprand, i el seu aliat Rotari, duc de Bèrgam. Ragimpert es va proclamar rei, i immediatament va associar al tron al seu fill Aripert II. Va morir poc temps després, encara l'any 701.